# 小行星6080
小行星6080（英語：6080 Lugmair）是一颗围绕太阳公转的小行星。1981年3月2日，舒爾特·巴斯在赛丁泉山发现了此天体。
这颗小行星的绝对星等为271.23145等。